# Битка код Космидиона
Битка код Космидиона је вођена 15. јуна 1410. године, између Бајазитових синова Мусе и Сулејмана, током грађанског рата који је захватио Османско царство после Ангорске битке 1402. године. Завршена је победом Сулејманових снага, а на обе стране су поред њихових присталица, учествовали и њихови хришћански савезници и вазали.
Сама битка представља први директан окршај њих двојице, а једна од њених последица је погибија српских племића, Вука Лазаревића и Лазара Бранковића, неколико недеља касније.

## Увод у битку
Почетком 1410. године, Бајазитов син Мехмед, који је владао деловима Мале Азије, послао је Мусу у Европу, да започне борбу против Сулејмана. Поред дела Османлија, њему су пришли српски деспот Стефан и влашки војвода Мирча и он је уз њихову помоћ овладао Галипољем и потукао Сулејмановог беглер-бега Синана код Јамбола. Мусина офанзива је приморала Сулејмана да се повуче из Мале Азије и преко Босфора пребаци у Европу. Њега је подржао византијски цар Манојло II, а на његову страну су прешли Бранковићи (Ђурађ и Лазар) и кнез Вук Лазаревић.
Деспот Стефан и Муса су пробали да спрече пребацивање његових трупа нападом на флоту бродова код Галате, али и поред уништења дела бродова, нису у томе успели.

## Битка
Две војске су се сукобиле 15.06. код Космидиона, предграђа византијског Цариграда на обали Златног рога. Сулејманове снаге су надвладале противника, а сам Муса је побегао са бојишта када је постао свестан да је битка изгубљена, после чега се и из битке извукао и деспот Стефан са својим снагама и властелом, међу којом се налазио и кесар Угљеша Влатковић. Он је после тога наставио повлачење дуж Златног рога, али се на позив византијског цара Манојла II, укрцао у византијске бродове и отишао у Цариград.

## Догађаји после битке
Иако је Манојло подржавао Сулејмана, Стефану је у Цариграду приређен свечани дочек, а сам византијски цар му је потврдио деспотску титулу. После краћег боравка у византијској престоници, Стефан се бродовима, преко Црног мора и Дунава, упутио ка Србији.
Своју победу, Сулејман је покушао да искористи и прошири свој утицај на Србију. Он је упутио Вука Лазаревића и Лазара Бранковића, да, у одсуству деспота Стефана, преузму контролу над њом, чиме би Муса остао без свог најјачег савезника. Он је сличну ствар покушао да уради и после Ангорске битке 1402. године, али је Стефан победом у Грачаничкој бици успео да се одржи на власти. Његов нови покушај су осујетили Мусини људи који су Вука и Лазара пресрели и заробили код Филипоља 04.07.Стефанов брат је одмах, по Мусином наређењу, погубљен због издаје односно због преласка на Сулејманову страну, док је Лазар остављен у животу, јер је Муса покушао да уцени његовог брата Ђурђа, који се са својим снагама налазио у склопу Сулејманове војске. Он је од њега захтевао да на почетку предстојеће битке, са својим снагама пређе на Мусину страну, иначе ће Лазар одмах бити погубљен. До новог окршаја дошло је 11.07. код Хадријанопоља и у њему су Мусине снаге доживеле нови пораз. Ђурађ је остао на Сулејмановој страни, због чега је, врло брзо након почетка битке, погубљен Лазар Бранковић.
Победама код Космидиона и касније код Хадријанопоља, Сулејман је успео да сузбије Мусу, који се након тога склонио код деспота Стефана. Међутим, прилике су се врло брзо измениле и Муса је већ током прве половине 1411. године успео да потисне и елиминише Сулејмана.